# Max et les Ferrailleurs
Pour plus de détails, voir Fiche technique et Distribution.
Max et les Ferrailleurs est un film franco-italien réalisé par Claude Sautet, sorti en 1971.

## Synopsis
Issu d’une riche famille de vignerons du Mâconnais et dégagé des soucis matériels, Max, inspecteur de police judiciaire, est un solitaire qui se consacre entièrement à son obsession : l’arrestation des malfaiteurs. Ancien juge d’instruction, il a démissionné par dépit de devoir relâcher un coupable faute de preuve. Il est maintenant inspecteur de police et il voit de nouveau une bande de braqueurs de banques lui échapper.
Ce nouvel échec est encore présent dans son esprit lorsqu’il rencontre Abel, un ancien camarade de régiment, auquel il omet volontairement de révéler sa profession. Abel est devenu « ferrailleur » et pille les chantiers de construction avec une bande de petits truands des environs de Nanterre. Max a l’idée de les inciter à commettre un gros coup afin de réaliser un flagrant délit indiscutable.
Se présentant comme client, il fait la connaissance de Lily, une jeune prostituée qui vient d'Allemagne, qui est la compagne d’Abel. Il se fait passer pour le directeur d’une petite agence bancaire qui reçoit à intervalles réguliers des recettes importantes de commerçants, principalement des chevillards. Il s’assure l'appui de son patron et du commissaire Rosinsky, responsable du secteur, qui possède un indicateur dans la bande. Max omet toutefois de leur révéler son rôle d’instigateur.
Peu à peu, un sentiment naît entre Max et Lily. Mais Max garde une attitude très froide et se contente d’influencer les ferrailleurs par son intermédiaire. Enfin, devinant la bande prête à l’action, il leur communique une date idéale pour commettre le hold-up. Les voyous le réalisent mais tombent dans la souricière, en sortant de la banque. Ils sont tous arrêtés, excepté l'un d'entre eux, tombé sous les balles de la police.
Lily, qui s'est rendue sur les lieux, découvre que son ami « banquier » était en fait un policier. Max lui assure qu'elle ne sera pas inquiétée par la justice. Cependant, le commissaire de Nanterre, Rosinsky, souhaite traduire Lily devant la justice pour complicité avec les malfaiteurs. Max l'apprend, se rend au bureau de Rosinsky et tente de le dissuader de poursuivre cette femme. L'autre ne fléchit pas. Alors Max sort un pistolet et abat le commissaire de trois coups de feu. Max est aussitôt arrêté. Il n'oppose aucune résistance. Lily a assisté à son arrestation et, par le regard qu'elle pose sur lui, montre qu'elle a tout compris. Un peu plus tard, dans la rue, Max et Lily s'échangent un long regard. Max sait qu'elle est libre : son visage exprime alors de l'apaisement.

## Fiche technique
- Titre original : Max et les Ferrailleurs
- Réalisation : Claude Sautet, assisté de Jean-Claude Sussfeld
- Scénario, adaptation et dialogues : Claude Sautet, Jean-Loup Dabadie et Claude Néron d'après son roman de même titre (Éditions Grasset, 1968)
- Décors : Pierre Guffroy
- Costumes : Jacques Cottin, Tanine Autré
  - Costumes de Romy Schneider (le ciré noir et la robe rouge) par Yves Saint Laurent
- Photographie : René Mathelin
- Photographe de plateau : Claude Mathieu[1]
- Son : René Longuet
- Montage : Jacqueline Thiédot, Myriam Baum
- Musique : Philippe Sarde
- Régisseur d'extérieur : Pierre Lefait
- Assistant caméra : Jean-Paul Cornu
- Producteurs : Raymond Danon, Roland Girard
- Directeur de production : Ralph Baum
- Sociétés de production : Lira Films (France), Sonocam SA (France), Fida Cinematografica (Italie)
- Société de distribution : Les Acacias[2] (France)
- Pays d'origine :  France,  Italie
- Langue originale : français
- Format : couleur (Eastmancolor) — 35 mm — 1,66:1 — monophonique
- Genre : drame, policier
- Durée : 110 minutes (montage pour la télévision 106 minutes et 30 secondes)
- Dates de sortie :
  - France : 17 février 1971[3]
  - Italie : 12 mars 1971
  - Allemagne de l'Ouest : 18 mai 1971[réf. souhaitée]
  - Belgique : 27 août 1971 (Gand)[réf. souhaitée]
- Classifications et visa CNC : mention « tous publics », Art et Essai, visa d'exploitation no 37319 délivré le 4 février 1971

## Distribution
- Michel Piccoli : l'inspecteur Max
- Romy Schneider : Lily Ackermann
- Georges Wilson : le commissaire
- Bernard Fresson : Abel Maresco
- François Périer : le commissaire Rosinsky
- Boby Lapointe : P'tit Lu
- Michel Creton : Robert Saidani
- Henri-Jacques Huet : Dromadaire, l'indic
- Jacques Canselier : Jean-Jean
- Alain Grellier : Guy Laronget
- Maurice Auzel : Tony
- Philippe Léotard : Losfeld
- Robert Favart : Loiselle
- Dominique Zardi : le garagiste Baraduch
- Albert Augier : un client de Lily
- Betty Beckers : Maria
- Jean-Paul Blonday : un inspecteur
- Danielle Durou : Nicole
- Léa Gray : Madame Saidani
- Jacqueline Dufranne : la concierge
- Dany Jacquet : Ida
- Jack Lenoir : un inspecteur
- Bernard Musson : un inspecteur railleur
- Jacques Cottin : Napo
- Henri Coutet : un inspecteur à la banque au début
- Michel Duplaix : un inspecteur du 19e
- Daniel Cauchy : un homme au café (apparition)
- Gaston Meunier : un inspecteur
- Pierre Vaudier : un homme à la cafétéria
- Roland Malet : un homme à la cafétéria
- Marius Gaidon : un homme au Crédit de la Seine

## Tournage
- Période de prises de vue : 18 août au 23 octobre 1970[4].
- Les intérieurs ont été tournés aux studios de Boulogne-Billancourt/SFP (Hauts-de-Seine).
- Les extérieurs[5] ont été tournés dans :
  - Hauts-de-Seine : Issy-les-Moulineaux (bistrot rue Rouget-de-Lisle : scène où Lily regarde Max partir, emmené en voiture), et Studios de Boulogne-Billancourt 2 rue de Silly
  - Nord : Lille (angle des rues du Molinel et Sainte-Anne : scènes du braquage de la banque),
  - Paris : 11e arr. (sortie du métro Avron et au bistrot rue de Montreuil : scènes de la rencontre entre Max et Abel), 17e arr. (angle rue d'Armaillé et rue des Acacias : scènes d'un lieu de prostitution),
  - Val-de-Marne : Alfortville/Créteil (un bar quai de la Révolution et le long de la voie ferrée : scènes dans un terrain vague de Nanterre, domaine des ferrailleurs).